# Scutellaria arguta
Scutellaria arguta là một loài thực vật có hoa trong họ Hoa môi. Loài này được Buckley miêu tả khoa học đầu tiên năm 1843.